# Велика Козлейка
Велика Козле́йка (рос. Большая Козлейка) — село у складі Вадінського району Пензенської області, Росія.
Населення — 41 особа (2010; 60 у 2002).
Національний склад станом на 2002 рік:
- росіяни — 100 %